# Partition av ett intervall
För andra betydelser, se Partition.
En partition, även kallat indelning, av ett intervall, {\displaystyle [a,b]}, är inom matematiken en ändlig talföljd {\displaystyle \{x_{n}\}} sådan att:
{\displaystyle a=x_{0}<x_{1}<\dots <x_{n-1}<x_{n}=b}
som används inom teorin för Riemannintegralen och Riemann-Stieltjes integral.
En förfining av en partition {\displaystyle P_{1}} är en annan partition {\displaystyle P_{2}} av samma intervall, där {\displaystyle P_{2}} innehåller alla element i {\displaystyle P_{1}} och möjligtvis fler.
En gemensam förfining av två partitioner {\displaystyle P_{1},P_{2}} av samma intervall är en partition som innehåller både elementen i {\displaystyle P_{1}} och {\displaystyle P_{2}}.